# 湘南記念病院
医療法人湘和会 湘南記念病院（いりょうほうじんしょうわかい しょうなんきねんびょういん、英: Shonan Kinen Hospital）は、神奈川県鎌倉市にある私立の総合病院である。

## 診療科
- 内科
- 循環器内科
- 呼吸器内科
- 腫瘍内科
- 消化器内科
- 外科
- 整形外科
- 形成外科
- 乳腺外科
- 脳神経外科
- リハビリテーション科
- 泌尿器科
- 婦人科
- 放射線科
- 麻酔科
- 皮膚科

## 沿革
- 1953年(昭和28年)8月1日 - 設立
- 1988年(昭和63年)2月1日 - 医療法人湘和会　湘南記念病院を開設（103床）
- 1997年(平成9年)10月 - 病院の増築、増床(20床)、療養病棟の拡充等
- 1998年(平成10年)5月 - 病院の増床(10床)
- 1999年(平成11年)2月 - 湘南記念小坪クリニックの開設
- 2002年(平成14年)4月 - 湘南記念鎌倉クリニックの開設
- 2004年(平成16年)7月 - 病院の増築、増床(30床)、療養病棟の拡充等
- 2005年(平成17年)11月 - 湘南記念逗子クリニックの開設
- 2006年(平成18年)10月1日 - 第一交通産業株式会社の完全子会社である第一メディカル株式会社(本社:福岡県北九州市小倉北区)* がM&Aにより総出資口2,100口のうち1,630口(77.6%)を取得[1]
  - 現在は親会社に吸収合併[2]
- 2009年(平成21年)2月 - 病院増築（湘南記念病院乳がんセンター、リハビリテーション他）
- 2009年(平成21年)7月 - 回復期リハビリテーション病棟開設（39床）
- 2009年(平成21年)12月 - 日本乳癌学会専門医制度認定施設に認定
- 2010年(平成22年)5月 - 日本静脈経腸栄養学会・NST稼動施設に認定
- 2011年(平成23年)10月 - 酒井義浩理事長が就任
- 2012年(平成24年)1月 - 日本消化器学会専門医制度認定施設に認定
- 2012年(平成24年)1月 - 日本外科学会外科専門医制度関連施設に認定
- 2013年(平成25年)1月 - 湘南記念鎌倉クリニックを鎌倉市笛田に移転
- 2013年(平成25年)7月 - 一般社団法人日本乳房オンコプラスティックサージャリー学会乳房再建用エキスパンダー／インプラント実施施設に認定
- 2014年(平成26年)8月 - 電子カルテ・オーダリングシステム導入稼働
- 2015年(平成27年)11月 - 許可病床数を161床に変更。一般病床68床・地域包括ケア病床32床・回復期リハビリテーション病床24床・療養病床37床
- 2016年(平成28年)12月 - 一般病床50床、地域包括ケア病床50床、回復期リハビリテーション病床24床、療養病床37床に改編
- 2017年(平成29年)3月 - 湘南記念小坪クリニック居宅介護支援部を開設
- 2018年(平成30年)4月 - 逗子市西部地域包括支援センター業務を受託

## 関連施設
- 湘南記念小坪クリニック (神奈川県逗子市小坪)
- 湘南記念鎌倉クリニック (神奈川県鎌倉市大船)
- 湘南記念西鎌倉クリニック(神奈川県鎌倉市西鎌倉)(閉院)
- 湘南記念逗子クリニック (神奈川県逗子市久木)(閉院)